# Budai márka
A budai márka egy történelmi tömegegység, pénzverési alapsúly, 245,53779 grammot jelent. A regensburgi márka átvétele, ez utóbbi pedig a párizsi márka átvétele. 1270–1280 körül alakult ki, a korábban használt magyar márkát a 13. század második felében kiszorította. A budai mérték használatát Luxemburgi Zsigmond tette kötelezővé 1405-ben.